# 965-й истребительный авиационный полк ПВО
965-й истребительный авиационный полк ПВО (965-й иап ПВО) — воинская часть истребительной авиации ПВО, принимавшая участие в боевых действиях Великой Отечественной войны.

## Наименования полка
- 965-й истребительный авиационный полк ПВО[1][2];
- 965-й истребительный авиационный полк[1][2];
- Войсковая часть (полевая почта) 23374[1][2].

## История и боевой путь полка
965-й истребительный авиационный полк сформирован в период с 31 июля по 18 августа 1942 года в Архангельском военном округе в Холмогорах на базе 832-го иап и 27-го запасного авиаполка.
С 18 августа по 15 сентября полк находился в подчинении штаба ВВС Карельского фронта, боевой работы не вел, самолётов не имел, кроме одного УТИ-4. С 15 сентября 1942 года полк включен в состав 126-й истребительной авиадивизии ПВО Архангельского района ПВО. В феврале 1943 года вместе с дивизией перебазировался на Грозненский аэроузел в состав Грозненского дивизионного района ПВО Закавказского фронта с задачей прикрытия важнейших важных государственных объектов в городах Минеральные Воды, Грозный, Армавир, Тихорецк, Кропоткин, Краснодар. В марте 1943 года вооружен английскими истребителями «Харрикейн».
С 1 марта 1943 года вел боевую работу на самолётах «Харрикейн» в составе 126-й истребительной авиадивизии ПВО Грозненского района ПВО, а оперативно подчинялась командованию Закавказского фронта. В этот период Битвы за Кавказ части дивизии взаимодействовали с авиационными дивизиями 4-й воздушной армии Северо-Кавказского фронта.
С 16 июня боевой работы не вел, занимаясь по плану учебно-боевой подготовки. С 3 февраля 1944 года возобновил боевую работу в составе 126-й истребительной авиадивизии ПВО Закавказской зоны ПВО.
В апреле 1944 года в связи с реорганизацией войск ПВО страны в составе 126-й истребительной авиадивизии ПВО включен в 88-ю дивизию ПВО Южного фронта ПВО, который образован 29 марта 1944 года на базе Восточного и Западного фронтов ПВО. С апреля 1944 года полк в составе дивизии участвовал в борьбе с авиацией противника, проводящей разведывательную деятельность и наносившей отдельные бомбардировочные удары по объектам а районах Минеральные Воды, Грозный, Краснодар, по железнодорожным узлам Гудермес, Прохладный и Невинномысская.
13 мая 1944 года из 126-й иад передан в состав 123-й истребительной авиадивизии ПВО 87-й дивизии ПВО Южного фронта ПВО. В августе 1944 года перевооружен на американские истребители «Аэрокобра». В сентябре предан вместе со 123-й истребительной авиадивизией ПВО в состав 86-й дивизии ПВО Южного фронта ПВО. 24 декабря вместе со 123-й иад ПВО 86-й дивизии ПВО включен в состав войск Юго-Западного фронта ПВО (2 формирования) (преобразован из Южного фронта ПВО). До конца войны входил в состав 123-й истребительной авиадивизии ПВО.
Всего в составе действующей армии полк находился: с 1 марта 1943 года по 15 июня 1943 года и с 3 февраля 1944 года по 1 февраля 1945 года.

## Командир полка
- подполковник Сардаров Сергей Аркадьевич[1], 01.08.1942 — 10.1944
- майор, подполковник Ильин Михаил Афанасьевич[1], 10.1944 — 25.11.1950

## Послевоенная история полка
После войны полк продолжал входить в состав 123-й истребительной авиационной дивизии ПВО Юго-Западного фронта ПВО, с 1 сентября 1945 года Юго-Западного округа ПВО. С июня 1947 года полк вместе с дивизией выполнял задачи ПВО в составе 21-й воздушной истребительной армии ПВО Юго-Западного округа ПВО, базируясь на аэродроме Одесса-Застава и Николаев. В сентябре 1951 года полк начал осваивать реактивные истребители МиГ-15 и вместе с дивизией в октябре передан в состав 48-й воздушной армии Одесского военного округа.
В период с 14 по 31 октября 1952 года полк передислоцировался в составе 123-й истребительной авиационной дивизии в 71-й истребительный авиационный корпус 24-й воздушной армии Группы советских оккупационных войск в Германии на аэродром Лерц.
В 1954 году полк получил новые самолёты МиГ-17. В октябре 1956 года полк в составе 123-й истребительной авиационной дивизии передислоцировался из 24-й воздушной армии в 30-ю воздушную армию Прибалтийского военного округа на аэродром Валга. В августе 1958 года из расформированной 123-й истребительной авиационной дивизии передан в 263-ю истребительную авиационную дивизию 30-й воздушной армии Прибалтийского военного округа. 25 августа 1960 года 965-й истребительный авиационный полк расформирован.